# Abiquiú

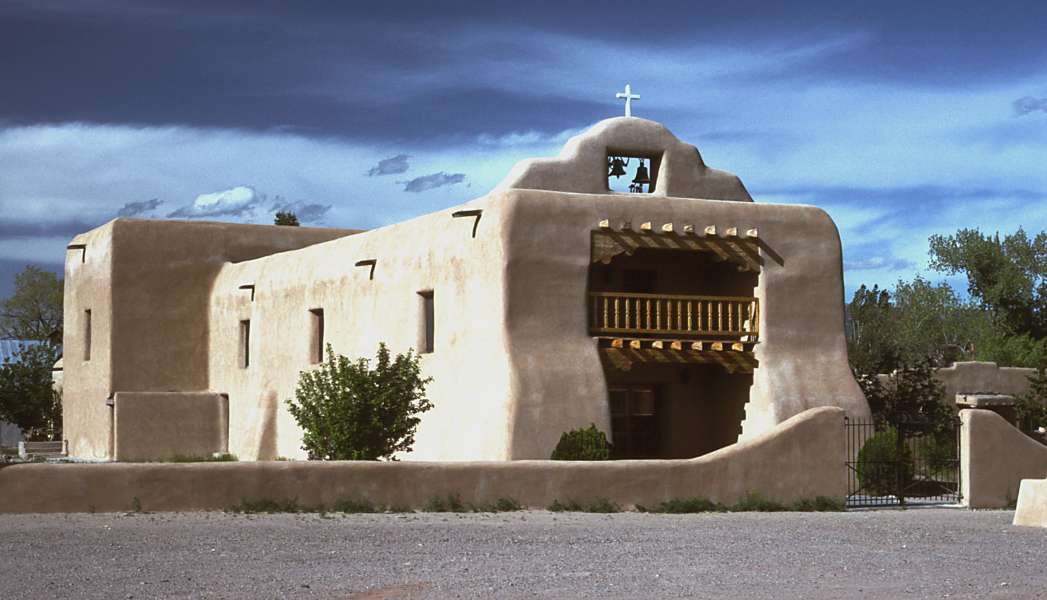
Kirche Santo Tomás in Abiquiú

Abiquiú (Haʼagizh in Navajo) ist eine kleine gemeindefreie Stadt in Rio Arriba County, im Norden von New Mexico, im Südwesten der USA und etwa 85 km nördlich von Santa Fe. Um 1730 war es die drittgrößte Siedlung im Gebiet des heutigen New Mexico. Sie wurde von den Spaniern durch die Ansiedlung von Genízaros (Hispanisierte Indianer) gegründet, die den damaligen Grenzraum vor Überfällen nomadisierender Stämme schützen sollten. Die Malerin Georgia O’Keeffe lebte hier von 1949 bis zu ihrem Tode 1986 im Alter von 98 Jahren. Heute ist die Region wegen der alljährlichen Abiquiú Studio Tour bekannt, die am Wochenende des Kolumbustages begangen wird.

## Erwähnungen
Abiquiú wird in Willa Cathers Novelle Death Comes for the Archbishop von 1927 im 5. Buch (1. Kapitel) erwähnt. Außerdem sind die Regionen um Abiquiú Handlungsort in Der Canyon von Douglas Preston, erschienen 2005. Diese werden dort sehr eingängig beschrieben.

## Sehenswürdigkeiten
- Echo amphitheatre
- Ghost Ranch einschließlich des Ruth Hall Paleontological Museum